# Dobřejovice (zámek)
Zámek Dobřejovice je barokní jednopatrová stavba, obklopená parkem. Stojí v ulici U Zámku (čp. 1–2) v centru Dobřejovic v okrese Praha-východ. Zámek je od roku 1958 chráněn jako kulturní památka.

## Historie

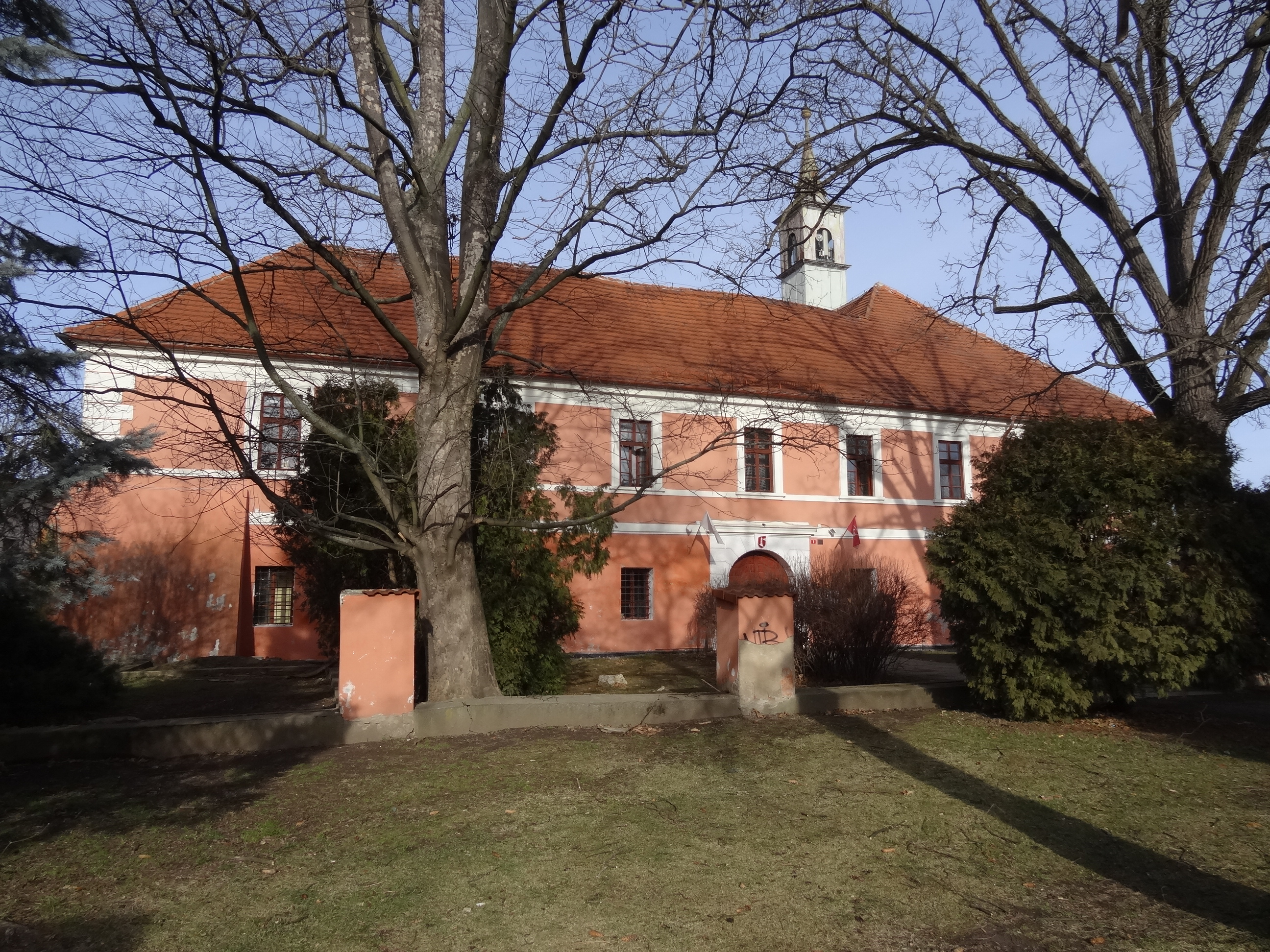
Zámek Dobřejovice

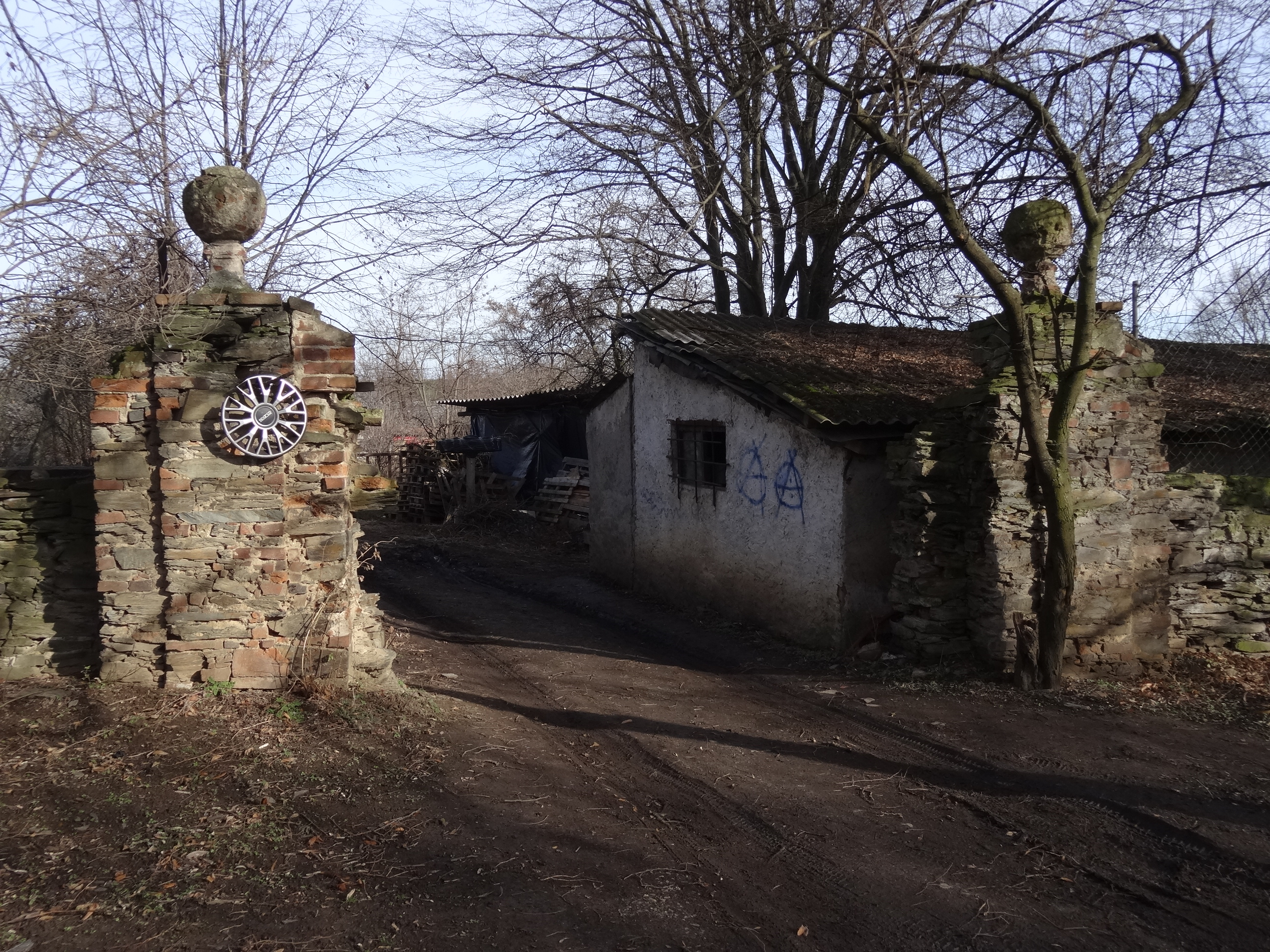
Vstupní brána bývalého hospodářského dvora

V místě současného zámku stávala středověká tvrz z přelomu 13. a 14. století, v níž se jako první roku 1309 připomíná pražský měšťan Bohuslav, po něm v letech 1360–1361 Kuneš z Dobřejovic, a Bartoloměj se Štěpánem z Klučova zde měli kolem roku 1380 dvorec. Tvrz často měnila majitele, za třicetileté války musela být poškozena ustupující armádou. Ve druhé polovině 17. století byla tvrz radikálně přestavěna na čtyřkřídlý barokní zámek. Mohlo se tak stát za Markéty a jejího druhého manžela Viléma Voka Víta ze Rzavého nebo za dalších majitelů. Z tvrze se dochovaly jen sklepy a menší úseky obvodových zdí přízemí s nárožními opěráky. Ve východním křídle byla postavena kaple Nejsvětější Trojice s předsunutým trojbokým presbytářem a sanktusovou věžičkou, krytou jehlancovou špicí.
V roce 1760 zámek s panstvím  v ceně 217 tisíc zlatých zakoupil pražský arcibiskup Jan Mořic Manderscheid. Po jeho smrti v roce 1763 panství připadlo pražskému arcibiskupství a celá obec byla až do osmdesátých let 19. století přejmenována na Manderscheid.
Během 19. století byly provedeny stavební úpravy pro byty hospodářského správce a dalších zaměstnanců. Správcem knížecího arcibiskupského zámku byl mezi lety 1870–1900 Moritz Waage. Jako vrchní účetní pracoval na zámku Adolf Merell, otec teologa  Jana Merella, který na zámku strávil dětství. Zámek byl roku 1946 církvi vyvlastněn. 
Součástí panství byl pivovar ve vsi a cihelna a v okolí vesnice Ovčáry a Štědřík. 
Zkonfiskovaný zámek se po roce 1948  stal sídlem jednotného zemědělského družstva. Po střídání různých nájemců z firem byl zámek po adaptaci z roku 2011 otevřen jako základní škola Parentes.

## Interiéry
V přízemi se dochovaly klenuté prostory, v patře jsou místnosti plochostropé. Zařízení kaple bylo v roce 1977 popsáno jako oltář s obrazem Nejsvětější Trojice z poloviny 18. století a kazatelna se sochou sv. Jana Nepomuckého na stříšce ze druhé poloviny 18. století. V sakristii u kamen tehdy stála socha sv. Jana Nepomuckého, přenesená z mostu. Část zámeckého parku s torzem zdí se vstupní branou někdejšího hospodářského dvora byla ještě v roce 2020 zpustlá.